# Manuel Fernández Ginés
Pour les articles homonymes, voir Fernández.
Manuel Fernández Ginés, né le 25 février 1971 à La Zubia (Andalousie), est un coureur cycliste espagnol. Professionnel de 1993 à 2000, il a notamment été champion d'Espagne sur route en 1996.

## Palmarès

### Palmarès amateur
- 1992
  - Tour du Goierri
  - Tour de León
  - 2e du Tour de Navarre

### Palmarès professionnel
- 1993
  - 2e de la Clásica de Sabiñánigo
  - 3e du Trofeo Manacor
- 1995
  - 2e du Circuit de Getxo
  - 3e de la Clásica a los Puertos
  - 3e du Tour de Galice
- 1996
  -  Champion d'Espagne sur route
  - Trofeo Zumaquero
- 1997
  - Tour des Asturies :
    - Classement général
    - 5e étape

## Résultats sur les grands tours

### Tour de France
2 participations
- 1996 : 16e
- 1999 : 49e

### Tour d'Italie
1 participation
- 1996 : 21e

### Tour d'Espagne
4 participations
- 1994 : 44e
- 1995 : abandon (14e étape)
- 1998 : 69e
- 1999 : abandon (5e étape)